# Antonio Sánchez Lucas
Antonio Sánchez Lucas (Almodóvar del Río, 3 de novembre de 1937) és un polític català d'origen andalús, senador en la VI Legislatura.

## Biografia
Establert a Tarragona, ha treballat de ramader i com a membre del PSC-PSOE ha estat regidor de l'Espluga de Francolí el 1979-1983 i el 1987-1991, i fou escollit alcalde a les eleccions municipals espanyoles de 1991. A les eleccions generals espanyoles de 1996 fou escollit senador per la província de Tarragona. Ha estat vicepresident segon de la Comissió Especial per a l'estudi dels problemes del Medi Rural, a més del primer cap d'agrupament l'estornell i comissari de la demarcació de Tarragona, i també de formació professional Agropecuaria.
A les eleccions municipals espanyoles de 1999 fou novament escollit alcalde de l'Espluga de Francolí. També ha estat conseller Comarcal de la Conca de Barberà i diputat de la Diputació de Tarragona.
El gener de 2014 es va adherir a la crida "Socialistes pel Referèndum".